# 竜頭薬師如来

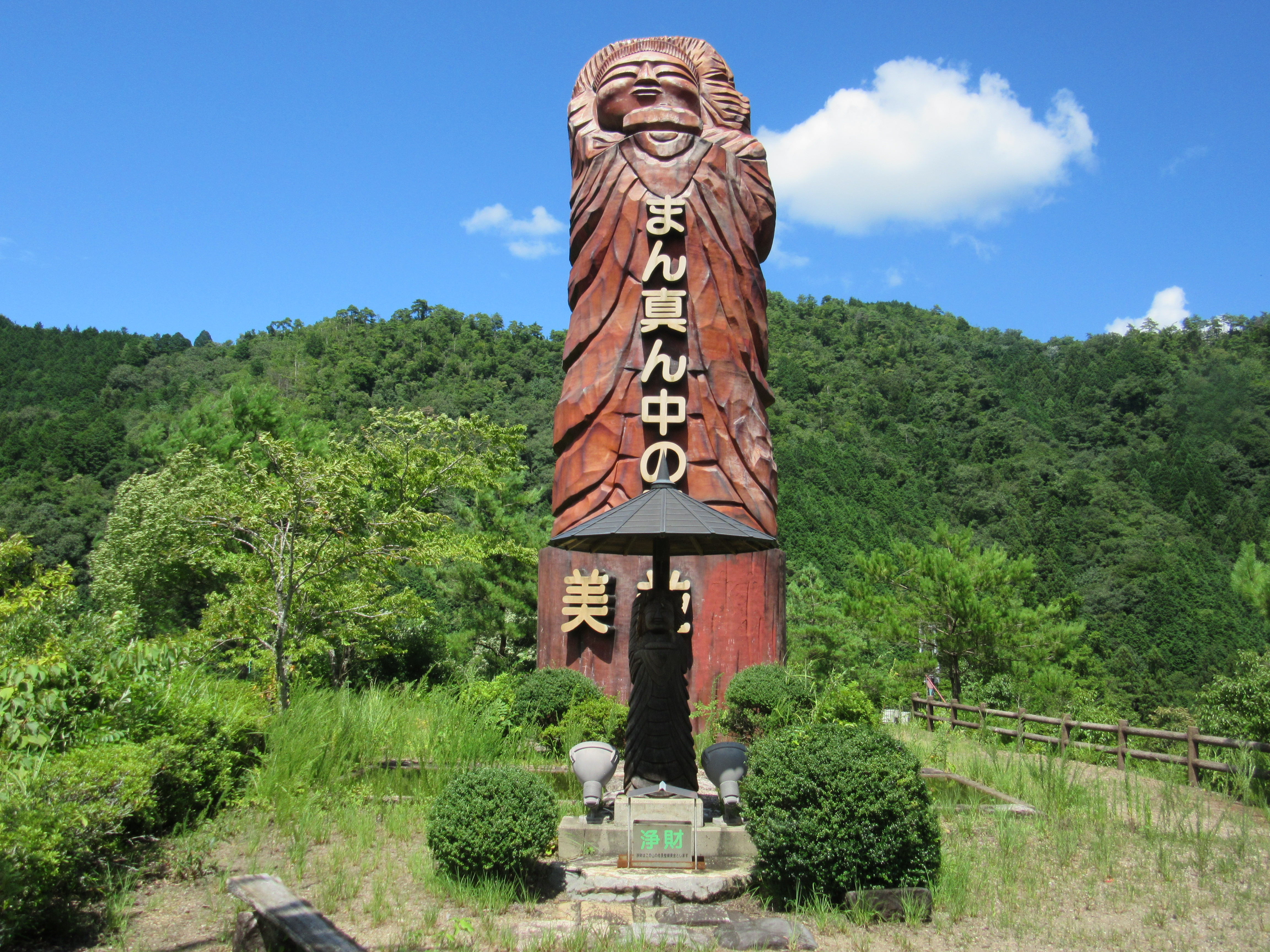
竜頭薬師如来

竜頭薬師如来（りゅうずやくしにょらい）は、岐阜県郡上市にある円空仏をかたちどったモニュメントである。一部の資料では大仏の一種とされているが、信仰の対象では無い（賽銭箱は設置されている）。

## 特徴
- 薬師如来の立像。
- 像高約10m。FRP製と思われる。
- 円空仏をかたどった姿である。原型は円空のものではなく。円空仏の技術を持った現役の仏師が作製した木造仏を原型にして作製された。原型の木造仏は竜頭薬師如来の手前に安置されている。尚、顔のみは原型とは異なり、丸みをおびている。
- 竜頭から時計を連想させるが、1995年（平成7年）の国勢調査にて、当時の郡上郡美並村（現郡上市美並町）が人口重心地となり、日本まん真ん中センター（建物自体が日本最大の日時計）等、様々な施設などが造られる。
- 1997年（平成9年）建立。
- 旧美並村は円空の出生地という（羽島市の説もある）。旧美並村は円空が円空仏（独特の木彫りの像）を最初に作製した地とされ、現在も約160体の円空仏がある。
- 胴体には縦書きで「まん真ん中の里」、足元には横書きで「美並」の文字が付けられている。尚、足元の文字は当初「美並村」であったが、美並村が合併で郡上市となったことにより「村」の文字のみ撤去された。

## 所在地
- 岐阜県郡上市美並町白山998-2　フォレストパーク373内北緯35度39分13.2秒 東経136度57分52.6秒 / 北緯35.653667度 東経136.964611度座標: 北緯35度39分13.2秒 東経136度57分52.6秒 / 北緯35.653667度 東経136.964611度
  - フォレストパーク373の中にある記念樹の森にある。ここに向かうにはかつて小型モノレールMt.ライナーが敷設されていたが廃止されたため、山道を登ることになる。

## その他
- 東海北陸自動車道からもその姿を見ることが可能。